# Meterana pictula
Meterana pictula là một loài bướm đêm trong họ Noctuidae.